# Бернкастель-Кус
Бернкастель-Кус (нем. Bernkastel-Kues) — город в Германии, в земле Рейнланд-Пфальц.
Входит в состав района Бернкастель-Витлих. Подчиняется управлению Бернкастель-Кус. Население составляет 6506 человек (на 31 декабря 2010 года). Занимает площадь 23,66 км². Официальный код — 07 2 31 008.

## История
В городе Бернкастель-Кус через реку Мозель был построен из камня первый постоянный мост по дороге из Трира в Кобленц.
Город Бернкастель (Bernkastel) некогда принадлежал епископству Трирскому и получил первые вольности от императора Рудольфа I в 1291 году. Старинный замок (kastel), давший имя городу, был построен в VII веке и слыл в Средние века неприступной крепостью. В XIX — начале XX вв. замок принадлежал императору Вильгельму II. С башен крепости Ландсхут открывается великолепный вид на Мозельскую и Тифенбахскую долины.
Деревня Бернкастель — родина «охотника на ведьм» Вильгельма Бернкастельского. 1 апреля 1905 года к Бернкастелю была присоединена расположенная на противоположном берегу Мозеля богатая виноградниками деревня Кус (Kues) — родина известного философа и теолога Николая Кузанского (ещё в 1874 г. Бернкастель и Кус были соединены мостом).

## Достопримечательности
- Замок Ландсхут — руины средневекового замка.
- Замок Лизер — роскошный отель в бывшем замке-резиденции.